# Реакція Дотца
Реакція Дотца (англ. Dötz reaction) — трикомпонентна циклізація ароматичного або вінільного алкоксипентакарбонільного хромкарбенового комплексу, алкіну й СО, з утворенням Cr(CO)3, координованого з фенолом.